# 朱端
朱端（15世纪—16世纪），字克正，号一樵，海盐（今属浙江）人，明代画家。

明代朱端寒江独钓图

## 生平
少时贫甚，以渔樵为生。弘治十四年（1501年）被征入宮。正德年间（1506年－1521年）以画士直仁智殿，授锦衣卫指挥，钦赐“一樵图书”，遂号一樵。善书画，擅山水人物，兼画竹石花鸟。山水画宗马远、夏圭诸家，人物画学盛懋，花鸟画效吕纪，墨竹师夏永，是浙派名家之一。

## 作品
- 《雪景图》轴，作于弘治十四年（1501年），现藏上海博物馆；
- 《竹石图》《烟江晚眺图》《弘农渡虎图》，藏故宫博物院；
- 《松院闲吟图》，藏天津市艺术博物馆；
- 《寿桃图》，藏烟台市博物馆；
- 《渔乐图》，藏瑞典斯德哥尔摩博物馆；
- 《寒江独钓图》，藏日本东京国立博物馆。
- 《尋梅圖》，藏於台灣台北國立故宮博物院

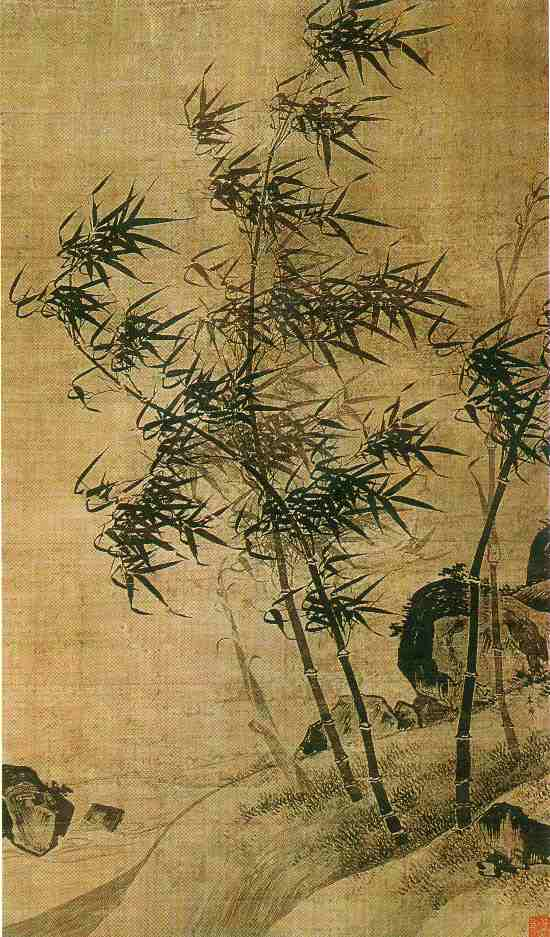
竹石图
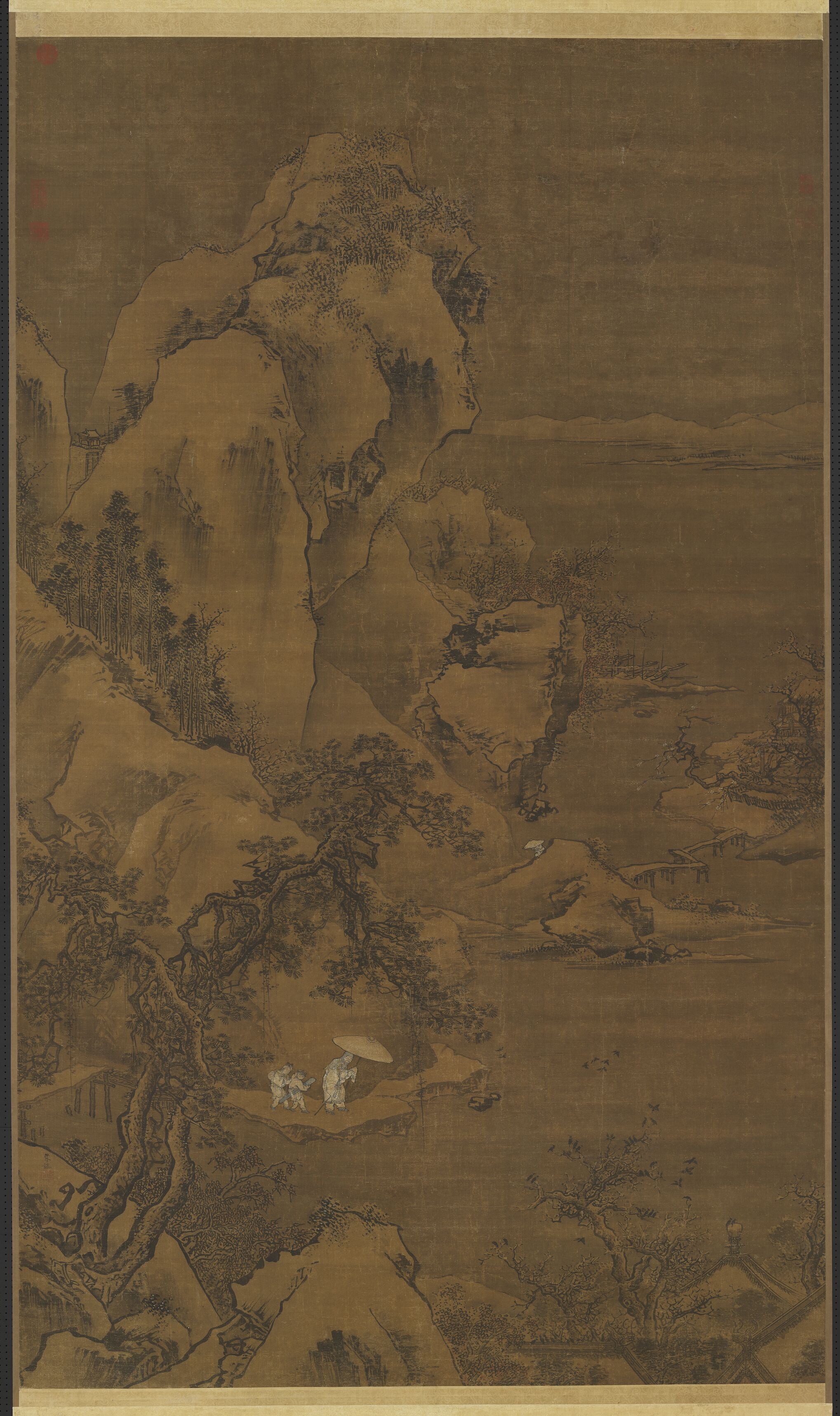
寻梅图
月下墨竹图
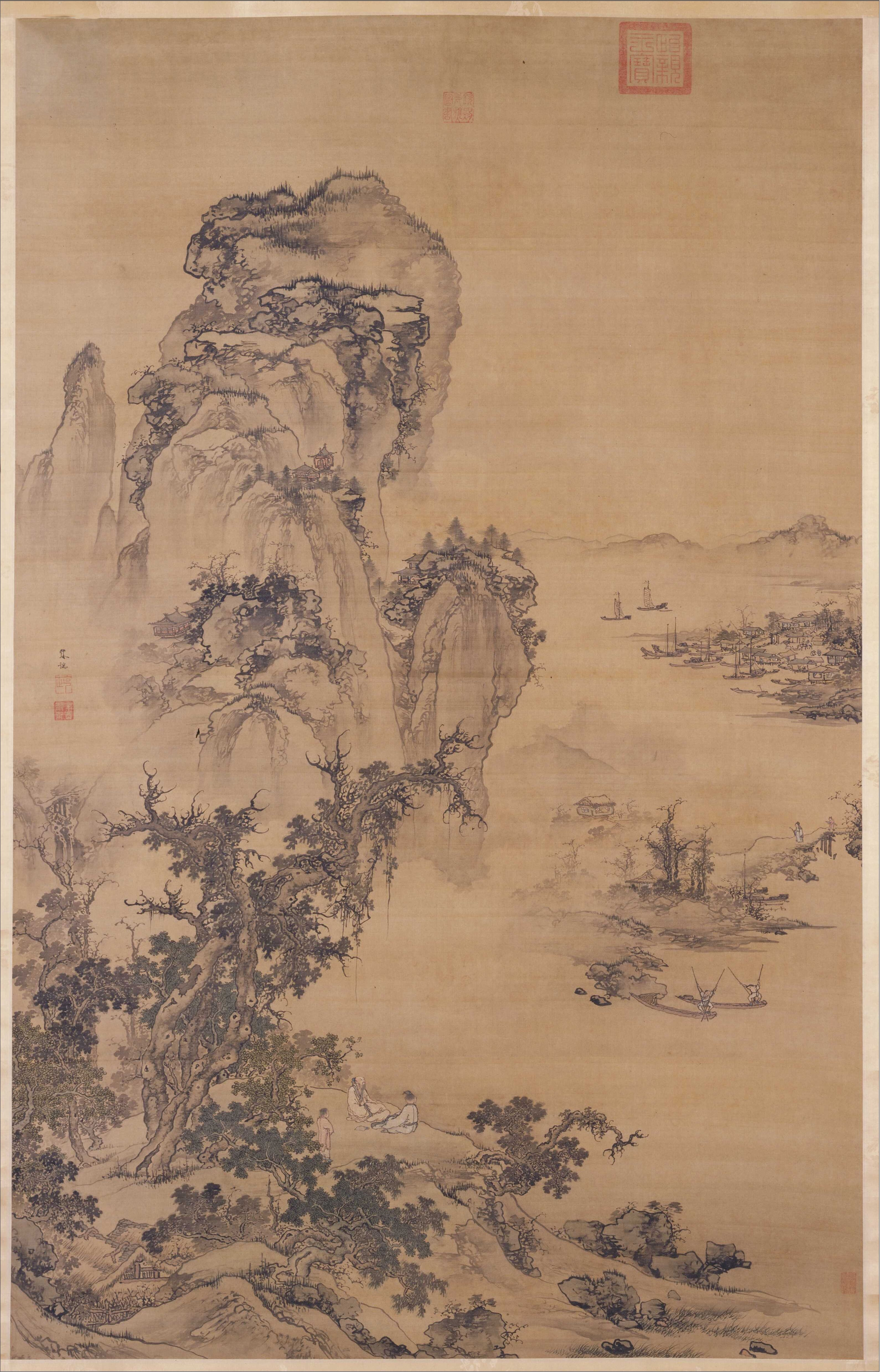
烟江远眺图